# Schönau (Gemeinde Bad Traunstein)
Schönau ist eine Ortschaft und als Schönau Amt eine Katastralgemeinde der Gemeinde Bad Traunstein im Bezirk Zwettl in Niederösterreich. Zu ihr zählen auch noch der Weiler Anschau, die Rotte Glashütten sowie die Einzellagen Anschaumühle, Haberegg und Hengstberg, sie selbst stellt die Siedlungsform Zerstreute Häuser dar. Die Ortschaft hat 59 Einwohner (Stand 1. Jänner 2024).

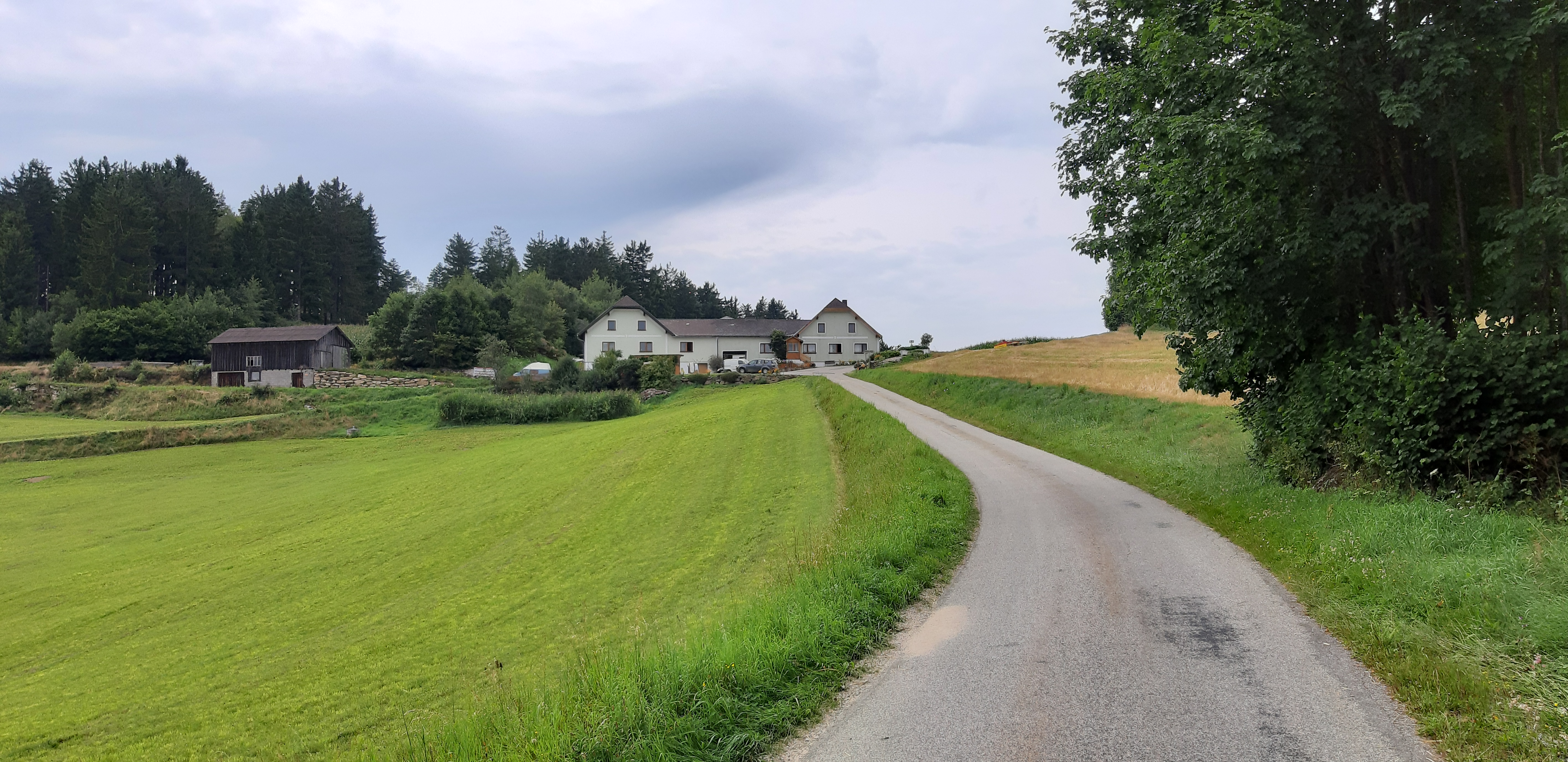
Blick auf den Ortsteil Haberegg

## Geschichte
Der Ort wurde 1394 zum ersten Mal schriftlich als Schonaw erwähnt, 1558 gehörte er zum Amt Traunstein.
Im Jahr 1822 wurde der Ort als Dorf mit zwei Häusern genannt, das nach Traunstein eingepfarrt war, wohin auch die Kinder eingeschult wurden. Die Herrschaft Rappottenstein besaß die Ortsobrigkeit, übte die Landgerichtsbarkeit aus, besorgte die Konskription und hatte die Grundherrschaft inne.
Mit der Aufhebung der Grundherrschaften und der Entstehung der Ortsgemeinden wurde der Ort 1849 eine Katastralgemeinde der Gemeinde Traunstein, zu dieser zählten auch noch die Einzellagen Anschau, Anschaumühle, Glashütten, Haberegg, Hengstberg und Prettergraben.
Laut Adressbuch von Österreich waren im Jahr 1938 in Schönau zwei Landwirte mit Ab-Hof-Verkauf ansässig.

## Siedlungsentwicklung
Zum Jahreswechsel 1979/1980 befanden sich in der Katastralgemeinde Schönau Amt insgesamt 19 Bauflächen mit 10.973 m² und 8 Gärten auf 6.687 m², 1989/1990 gab es 19 Bauflächen. 1999/2000 war die Zahl der Bauflächen auf 60 angewachsen und 2009/2010 bestanden 36 Gebäude auf 56 Bauflächen.

## Bodennutzung
Die Katastralgemeinde ist landwirtschaftlich geprägt. 206 Hektar wurden zum Jahreswechsel 1979/1980 landwirtschaftlich genutzt und 145 Hektar waren forstwirtschaftlich geführte Waldflächen. 1999/2000 wurde auf 162 Hektar Landwirtschaft betrieben und 187 Hektar waren als forstwirtschaftlich genutzte Flächen ausgewiesen. Ende 2018 waren 147 Hektar als landwirtschaftliche Flächen genutzt und Forstwirtschaft wurde auf 196 Hektar betrieben. Die durchschnittliche Bodenklimazahl von Schönau Amt beträgt 17,1 (Stand 2010).